# به نوبت (فیلم)
به نوبت (ایتالیایی: Il turno) یک فیلم کمدی ایتالیایی به کارگردانی تونینو چروی است که در سال ۱۹۸۱ منتشر شد. این فیلم برپایهٔ رمان به نوبت لوئیجی پیراندلو ساخته شد.

## گزیدهٔ بازیگران
- ویتوریو گاسمن
- لائورا آنتونلی
- پائولو ویلاجیو
- برنار بلیه
- جانی کاوینا
- توری فرو
- لیلا کدرووا
- جولیانا کالاندرا
- میلنا ووکوتیک
- تیبریو مورجا